# Волфганг Паули
Волфганг Ернст Паули (на немски: Wolfgang Ernst Pauli) e австрийски физик, носител на Нобелова награда за физика за 1945 година за открития от него принцип на Паули.

## Биография
Паули е роден на 25 април 1900 г. във Виена, Австрия, в семейството на лекаря и професор по химия Волфганг Йозеф Паули (1869 – 1955), произхождащ от видното пражко еврейско семейство Пашелес (Pascheles), и журналистката Берта Шюц. През 1898 г. бащата сменя фамилията си от Пашелес на Паули, а през следващата година, непосредствено преди да се ожени, приема католическата вяра. Презимето на младия Паули идва от името на неговия кръстник, известния физик Ернст Мах, който в Прага е учител на баща му.
През 1918 г. Паули завършва с отличие гимназията „Доблингер“ във Виена, а само два месеца след това публикува първата си научна статия, върху общата теория на относителността на Айнщайн. През 1921 г. защитава докторска дисертация в Мюнхенския университет „Лудвиг Максимилиан“ на тема „Квантова теория на йонизирания молекулярен водород“ под ръководството на Арнолд Зомерфелд. След това прекарва година в Гьотингенския университет като асистент на Макс Борн, от 1923 до 1928 г. е професор в Хамбургския университет, а от 1928 г. – в Швейцарски федерален технологичен институт в Цюрих. През 1930 г. Паули изказва предположението, че съществува елементарната частица неутрино, което предположение става втория по значимост негов принос в атомната физика. Тази всепроникваща частица е открита експериментално едва след 26 години, още преди Паули да почине. През 1940 г. емигрира в САЩ и става професор в Института за перспективни изследвания (на английски: Institute for Advanced Study, IAS) в Принстън. През 1946 г. се завръща в Цюрих на предишното си професорско място.
Известен е главно със своите трудове върху спиновете на елементарните частици, по специално с неговия принцип на забраната, който е в основата на разбирането на структурата на материята и химията като цяло.
През 1958 г. Паули се разболява от рак на панкреаса. Когато неговият последен асистент, Чарлз Енц, го посещава в болницата Роткройц в Цюрих, Паули го пита: „Видяхте ли номера на стаята?“ Номерът бил 137, и Паули го приема за лошо предзнаменование. През целия си живот Паули се занимава с въпроса, защо константата на тънката структура, безразмерна фундаментална константа, има стойност, почти равна на 1/137. Паули умира в тази стая на 15 декември 1958 г.